# هارولد إليوت
هارولد إليوت (15 يونيو 1904 - 15 أبريل 1969)  (بالإنجليزية: Harold Elliott)‏ هو لاعب كريكت بريطاني (وحمل سابقاً جنسية المملكة المتحدة لبريطانيا العظمى وأيرلندا).